# 魯德尼亞 (科留科夫卡區)
52°0′12″N 32°19′4″E / 52.00333°N 32.31778°E
魯德尼亞（烏克蘭語：Рудня），是烏克蘭北部的村莊，隸屬切爾尼希夫州的科留基夫卡區。該村面積0.97平方公里，海拔高度135米，2001年人口134，人口密度每平方公里137.9人。